# Kup maršala Tita 1980./81.
Kup maršala Tita 1980./81., također poznat kao Kup Jugoslavije u nogometu 1980./81., bila je trideset i treća sezona Kupa Jugoslavije u nogometu nakon Drugog svjetskog rata.

U natjecanju je sudjelovalo tisuće timova: iz republičkih kupova plasirao se 14 momčadi koje su se pridružile 18 prvoligaškim klubovima u nacionalnom kupu kojim upravlja FSJ. Započeo je 15. listopada 1980., a završio 24. svibnja 1981.
Prošlosezonski branitelj naslova Dinamo Zagreb nije uspio obraniti naslov ispavši u drugom kolu (tj. osmini završnice) od niškog Radničkog. Hercegovački Velež iz Mostara i bosanski Željezničar iz Sarajeva stigli su do finala turnira, što će postati jedino finale Kupa u kojem su se natjecala dva kluba iz SR Bosne i Hercegovine u povijesti natjecanja koje je trajalo od 1946. do 1992. godine.
U finalnoj utakmici, odigranoj na neutralnom terenu stadiona Crvene zvezde u Beogradu, Velež, predvođen trenerom Milošem Milutinovićem, osvojio je kup pobijedivši Željezničar Ivice Osima rezultatom 3:2, golovima Vahida Halilhodžića i odlučujućim trećim golom Dragana Okuke u 80. minuti. Ovo je Veležu bio prvi osvojeni kup u tek drugom nastupu u finalu, a prvi je bio 23 godine ranije, 1957./58.

Zahvaljujući uspjehu, Velež je ostvario plasman u Kup pobjednika kupova 1981./82.
Iznenađenje turnira bili su trećeligaši Bregalnica Štip i Orijent (iz SR Makedonije, odnosno SR Hrvatske) koji su senzacionalno izborili četvrtfinale. Bregalnica je na kraju ispala od pobjednika kupa Veleža, dok je Orijent izgubio svoju četvrtfinalnu utakmicu na jedanaesterce nakon što je crnogorsku ekipu Budućnost iz Titograda odigrao bez golova. I sama Budućnost imala je neuobičajeno dobar niz, stigavši do polufinala i pritom eliminirajući dva kluba iz jugoslavenske "velike četvorke", splitski Hajduk i Crvenu zvezdu.
U jednom od pretkola, Orijent je pobijedio (rezultatom 6:0) NK Croatiju Zürich, nogometni klub hrvatske iseljeničke zajednice iz Züricha u Švicarskoj.

## Sudionici
18 sudionika Prve savezne lige 1979./80. kvalificiralo se direktno. Ostalih 14 ekipa (u žutom) plasirale su se kroz republičke kupove.
| rang    | Slovenija            | Hrvatska                                         | Bosna i Hercegovina                                                        | Srbija               | Srbija                                                                      | Srbija     | Crna Gora         | Makedonija        |
| rang    | Slovenija            | Hrvatska                                         | Bosna i Hercegovina                                                        | Vojvodina            | Središnja Srbija                                                            | Kosovo     | Crna Gora         | Makedonija        |
| ------- | -------------------- | ------------------------------------------------ | -------------------------------------------------------------------------- | -------------------- | --------------------------------------------------------------------------- | ---------- | ----------------- | ----------------- |
| 1. rang | - Olimpija Ljubljana | - Dinamo Zagreb - Hajduk Split - Rijeka - Zagreb | - Borac Banja Luka - Sarajevo - Sloboda Tuzla - Velež Mostar - Željezničar | - Vojvodina          | - OFK Beograd - Crvena zvezda - Napredak Kruševac - Partizan - Radnički Niš |            | - Budućnost       | - Vardar Skoplje  |
| 2. rang | - Rudar Velenje      | - Dinamo Vinkovci - Osijek                       | - Čelik Zenica - Jedinstvo Bihać                                           | - Proleter Zrenjanin | - Sloboda Užice                                                             | - Priština | - Sutjeska Nikšić |                   |
| 3. rang |                      | - Orijent                                        | - Borac Čapljina                                                           | - Dinamo Pančevo     | - Šumadija Aranđelovac                                                      |            |                   | - Bregalnica Štip |

## Šesnaestina završnice
Utakmice odigrane 15. listopada 1980. 
| Domaći sastav           |   | Gostujući sastav       | Rezultat       | Strijelci                                                               |
| ----------------------- | - | ---------------------- | -------------- | ----------------------------------------------------------------------- |
| Sloboda (Tuzla)         | – | Dinamo (Pančevo)       | 5:0            | 1:0 Mehinović, 2:0 Sarajlić, 3:0 Sarajlić, 4:0 Miljanović, 5:0 Ibrić    |
| Velež (Mostar)          | – | Borac (Banja Luka)     | 3:2            | 0:1 Kreso, 1:1 Halilhodžić, 2:1 Međedović, 2:2 Kotur, 3:2 Skočajić      |
| FK Priština (Priština)  | – | OFK Beograd (Beograd)  | 1:2            | 1:0 Rajčevski, 1:1 Starčević, 1:2 Milenković                            |
| Rudar (Titovo Velenje)  | – | Željezničar (Sarajevo) | 1:2            | 0:1 Bahtić, 1:1 Trninić, 1:2 Bahtić                                     |
| Budućnost (Titograd)    | – | Hajduk (Split)         | 4:0            | 1:0 Batrović, 2:0 Radinović, 3:0 Bakrač, 4:0 Batrović                   |
| Partizan (Beograd)      | – | NK Rijeka (Rijeka)     | 2:2 (6:4 pen.) | 0:1 Fegic, 1:1 Trifunović, 1:2 Fegic, 2:2 Klinčarski                    |
| Radnički (Niš)          | – | Borac (Čapljina)       | 2:0            | 1:0 Mitošević, 2:0 Halilović                                            |
| Sloboda (Titovo Užice)  | – | Proleter (Zrenjanin)   | 1:1 (4:1 pen.) | 0:1 Tošić, 1:1 Stevanović                                               |
| NK Zagreb (Zagreb)      | – | Orijent (Rijeka)       | 1:2            | 1:0 Mustać (autogol), 1:1 Nikolić, 1:2 Lakić                            |
| Dinamo (Vinkovci)       | – | Vardar (Skoplje)       | 2:1            | 1:0 Rajović (pen), 2:0 N.Lušić, 2:1 Velkovski                           |
| Dinamo (Zagreb)         | – | Vojvodina (Novi Sad)   | 2:1            | 0:1 Vujadinović, 1:1 Bogdan, 2:1 Deverić                                |
| Bregalnica (Štip)       | – | Šumadija (Aranđelovac) | 1:0            | Eftimov (pen)                                                           |
| Čelik (Zenica)          | – | Sutjeska (Nikšić)      | 1:2            | 1:0 Đorđić (pen), 1:1 Medin, 1:2 Bakrač                                 |
| Napredak (Kruševac)     | – | FK Sarajevo (Sarajevo) | 2:1            | 1:0 N.Kostić, 2:0 Čop, 2:1 Ferhatović (pen)                             |
| Crvena zvezda (Beograd) | – | NK Osijek (Osijek)     | 4:1            | 1:0 Borovnica, 1:1 Hukić, 2:1 B.Đurovski, 3:1 Blagojević, 4:1 Borovnica |
| Olimpija (Ljubljana)    | – | Jedinstvo (Bihać)      | 2:1            | 1:0 Hasanbašić, 2:0 J.Voljč, 2:1 Zubović                                |

## Osmina završnice
Utakmice odigrane 19. studenog 1980.
| Domaći sastav          |   | Gostujući sastav        | Rezultat       | Strijelci |
| ---------------------- | - | ----------------------- | -------------- | --- |
| Orijent (Rijeka)       | – | OFK Beograd (Beograd)   | 1:0            | Nikolić |
| Partizan (Beograd)     | – | Napredak (Kruševac)     | 5:0            | 1:0 Trifunović, 2:0 Klinčarski, 3:0 Klinčarski (pen), 4:0 Vukotić, 5:0 Stojković |
| Radnički (Niš)         | – | Dinamo (Zagreb)         | 2:1            | 0:1 A.Kovačević, 1:1 Mitošević, 2:1 Antić |
| Budućnost (Titograd)   | – | Crvena zvezda (Beograd) | 2:1            | 1:0 Radinović, 2:0 Radonjić, 2:1 Borovnica |
| Sutjeska (Nikšić)      | – | Velež (Mostar)          | 0:3 povlačenje | Utakmica se igrala u Kotoru jer je nikšićki teren diskvalificiran. Prekid u 15. minuti: igrač Sutjeske Miodrag Krivokapić, nezadovoljan odlukom suca Trajčeta Madžoskog iz Prilepa, namjerno ga je udario loptom. Sportski sudac dosudio je rezultatom 0:3 u korist Veleža. |
| Bregalnica (Štip)      | – | Olimpija (Ljubljana)    | 1:0            | Eftimov (pen) |
| Sloboda (Tuzla)        | – | Dinamo (Vinkovci)       | 3:0            | 1:0 Kovačević, 2:0 Tomić, 3:0 Kovačević |
| Željezničar (Sarajevo) | – | Sloboda (Titovo Užice)  | 1:0            | Saračević |

## Četvrtzavršnica
Utakmice odigrane 22. veljače 1981.
| Domaći sastav          |   | Gostujući sastav     | Rezultat       | Strijelci                  |
| ---------------------- | - | -------------------- | -------------- | -------------------------- |
| Velež (Mostar)         | – | Bregalnica (Štip)    | 2:0            | 1:0 Halilhodžić, 2:0 Okuka |
| Partizan (Beograd)     | – | Sloboda (Tuzla)      | 2:0            | 1:0 Varga, 2:0 Đelmaš      |
| Željezničar (Sarajevo) | – | Radnički (Niš)       | 1:0            | Komšić (pen)               |
| Orijent (Rijeka)       | – | Budućnost (Titograd) | 0:0 (2:4 pen.) |                            |

## Poluzavršnica
Utakmice odigrane 1. travnja 1981. 
| Domaći sastav          |   | Gostujući sastav     | Rezultat | Strijelci                                       |
| ---------------------- | - | -------------------- | -------- | ----------------------------------------------- |
| Velež (Mostar)         | – | Budućnost (Titograd) | 2:1      | 1:0 Halilhodžić, 1:1 Vorotović, 2:1 Halilhodžić |
| Željezničar (Sarajevo) | – | Partizan (Beograd)   | 2:0      | 1:0 R. Paprica, 2:0 Grabo                       |

## Završnica

### Susret
| 24. svibnja 1981.             |             |                                  |                                                                              |
| Velež Mostar                  | 3:2         | Željezničar                      | Stadion JNA, Beograd Broj gledatelja: 40.000 Sudac: Milorad Vlajić (Beograd) |
| Halilhodžić 55' 58' Okuka 80' | (izvještaj) | 36' (pen.) 62' (pen.) Baždarević | Stadion JNA, Beograd Broj gledatelja: 40.000 Sudac: Milorad Vlajić (Beograd) |

| Velež | Željezničar |

|                   |    |                      |  |        |
|                   |    |                      |  |        |
| G                 | 1  | Enver Marić          |  |        |
| V                 | 2  | Avdo Kalajdžić       |  |        |
| B                 | 3  | Aleksandar Mičić     |  | Izašao |
| B                 | 4  | Dubravko Ledić       |  |        |
| B                 | 5  | Vladimir Matijević   |  |        |
| B                 | 6  | Veselin Đurasović    |  |        |
| N                 | 7  | Dragan Okuka         |  |        |
| V                 | 8  | Blaž Slišković       |  |        |
| N                 | 9  | Vahid Halilhodžić    |  |        |
| V                 | 10 | Adnan Međedović      |  |        |
| N                 | 11 | Vladimir Skočajić    |  | Izašao |
| Izmjene:          |    |                      |  |        |
| V                 | ?  | Anel Karabeg         |  | Ušao   |
| V                 | ?  | Momčilo Vukoje       |  | Ušao   |
| V                 | ?  | Mirsad Mulahasanović |  | Ušao   |
| Trener:           |    |                      |  |        |
| Miloš Milutinović |    |                      |  |        |

|            |    |                    |  |        |
|            |    |                    |  |        |
| G          | 1  | Slavko Njeguš      |  |        |
| V          | 2  | Branislav Berjan   |  |        |
| N          | 3  | Vlado Komšić       |  |        |
| B          | 4  | Ivan Lušić         |  |        |
| B          | 5  | Hajrudin Saračević |  |        |
| B          | 6  | Josip Čilić        |  |        |
| B          | 7  | Edin Bahtić        |  |        |
| V          | 8  | Milomir Odović     |  | Izašao |
| V          | 9  | Rade Paprica       |  |        |
| N          | 10 | Mehmed Baždarević  |  |        |
| N          | 11 | Nikola Nikić       |  | Izašao |
| Izmjene:   |    |                    |  |        |
| V          | ?  | Dragomir Vlaški    |  | Ušao   |
| V          | ?  | Anto Grabo         |  | Ušao   |
| Trener:    |    |                    |  |        |
| Ivica Osim |    |                    |  |        |

## Poveznice
- Prva savezna liga 1980./81.
- Druga savezna liga 1980./81.
- 3. ligaški rang 1980./81.

## Vanjske poveznice
- RSSSF
- Jugoslavija - Detalji finala Kupa 1947.-2001
- exyufudbal.in.rs
- lavkup.com
- bihsoccer.com